# Роллер, Николай Николаевич
Николай Иванович Роллер (28 декабря 1901  [10 января 1902], Новочеркасск — 15 февраля 1973, Москва) — русский общественный деятель, участник Белого движения, эмигрант первой волны. Состоял в Вооружённых силах Юга России, после поражения белых находился в эмиграции во Франции и Испании. Был участником гражданской войны в Испании, сражаясь на стороне Второй Испанской Республики. В годы Второй мировой войны состоял во французском Движении Сопротивления. Стал одним из основателей Союза русских патриотов. Вернулся в 1946 году в СССР, где прожил оставшуюся жизнь.

## Биография

### Ранние годы
Родился 10 января 1902 года (по старому стилю — 28 декабря 1901 года) в Новочеркасске. Отец — Николай Иванович Роллер (1851—1922), коллежский асессор и архитектор, автор проектов ряда зданий Новочеркасска (в том числе Лютеранской кирхи на Московской улице и часовни Николая Чудотворца в Константиновске). Мать — Анна Георгиевна Роллер (в девичестве Осман), лютеранского вероисповедания.
В 1912 году Николай поступил в Александровское реальное училище города Новочеркасск, которое окончил в сентябре 1918 года. С сентября 1918 по февраль 1919 года обучался в дополнительном классе для возможности поступить в высшее учебное заведение. С сентября 1919 года — учащийся Севастопольского морского кадетского корпуса, зачислен в 3-ю (младшую) роту гардемаринских классов. Участвовал в Гражданской войне в России на стороне Белого движения, будучи членом Вооружённых сил Юга России. Летом 1920 года был отправлен в Керчь на практику, на броненосец «Ростислав». В ноябре 1920 года вместе с армией Врангеля эвакуирован в Стамбул на крейсере «Алмаз», где работал кочегаром. В составе Морского корпуса вывезен в город Бизерта в Тунисе.

### Межвоенные годы
Роллер оставил Морской кадетский корпус в апреле 1921 года. После ухода из училища устроился работать матросом на французском рыболовецком катере. В октябре 1921 года компания, которой принадлежал катер, уволила Роллера, поскольку он как иностранец не имел права работать на флоте. После переезда в Париж он окончил шофёрские курсы, став водителем такси с мая 1922 года. С 1930 года — член русской секции синдиката шоферов Всеобщей конфедерации труда. По воспоминаниям современников, Николай Николаевич был человеком «активной гражданской и жизненной позиции».
С самого начала Гражданской войны в Испании Роллер активно участвовал в оказании помощи республиканцам, а в феврале 1937 года отправился воевать на их стороне. С ноября того же года — лейтенант республиканской армии, командир 2-го эскадрона автомобильного полка. Участник сражений под Брунете, Гвадалахарой, Теруэлем и Арагоном. О своём участии в войне на стороне республиканцев Роллер говорил, что хотел «искупить свою невольную вину».
В октябре 1938 года Роллер вернулся в Париж, устроившись работать в русской секции Комитета помощи бывшим испанским добровольцам при Союзе друзей советской родины. В ночь на 1 сентября 1939 года Роллер был арестован французской полицией по обвинению в шпионаже в пользу СССР. Содержался в заключении в тюрьмах «Фрэн» и «Санте». Вскоре Роллер предстал перед военно-полевым судом, однако тот не нашёл состава преступления в его действиях. 12 октября 1939 года он был интернирован в штрафной лагерь Верне, где находился в отделении «C» (барак № 33). Будучи заключённым, он вступил в ряды Французской коммунистической партии.

### Вторая мировая война
В марте 1941 года Роллер был отправлен на работу в Германию на завод синтетического бензина компании Leina-Werke вблизи города Галле. Через год он получил отпуск и вернулся во Францию, где перешёл на нелегальное положение и примкнул к Сопротивлению. Он состоял в ряде просоветских организаций, в том числе был членом «Союза друзей советской родины». Во Франции работал на строительстве укреплений «Атлантического вала», в августе 1943 года переехал в Париж. 3 октября того же года Роллер участвовал во встрече на парижской квартире Георгия Шибанова в Париже, где был основан «Союз русских патриотов» при участии членов Французской коммунистической партии. Роллер имел членский билет Союза под номером 14, занимая в его структуре должность казначея.
Союз русских патриотов был образован из числа тех иностранцев, которые были арестованы во время «странной войны», официально признаны французской политической полицией «опасными» для Франции и по распоряжению правительства Даладье брошены в тюрьмы. Союз занимался организацией партизанских отрядов из числа бывших советских военнопленных, сбежавших из концлагерей; сбором средств для лиц, содержащихся в немецком плену, и организацией подпольных типографий. Усилиями Роллера, который был одним из наиболее активных деятелей Союза, в парижском предместье Эрбле была основана одна подпольная типография, занимавшаяся выпуском газеты «Русский патриот». В этой газете печатались сводки Совинформбюро, приказы Сталина, воззвания к русским эмигрантам и советским военнопленным. Помимо этих материалов, типография занималась выпуском пропагандистских листовок и прокламаций.
О подготовке номеров газеты Николай Роллер рассказывал следующее. Осенью 1943 года он вместе с Д. Смирягиным раздобыл для нужд типографии ротатор, бумагу и краски. Ротатор был спрятан за городом, в подвале дома сестры и зятя Николая — там поселился и сам Роллер, которому нельзя было приезжать в Париж и встречаться с кем-либо, кроме связных. Для большего обеспечения конспирации он ничего не говорил о своей работе родственникам, хотя осознавал, что они в таком случае сильно рискуют жизнью. По словам Роллера, связные привозили ему восковки для работы, прибывая пригородным поездом на соседнюю станцию. Роллер печатал на восковках материал для очередного номера, затем в поле передавал связным отпечатанный тираж газеты и получал восковки для следующего номера. В подвале ему приходилось работать в кромешной тьме и при сильном холоде: поскольку дом располагался рядом с железной дорогой, возле дома постоянно ходили гитлеровские патрули, что ещё больше усложняло работу.
Роллер заведовал типографией с октября 1943 по март 1944 года. В марте 1944 года редакция газеты была арестована по доносу некоего провокатора. Среди арестованных была машинистка, печатавшая восковки для очередных номеров газеты. Партизанам пришлось избавиться от малейших следов импровизированной типографии: они уничтожили восковки, бумагу и краски, а ротатор разобрали на части и вывезли в другое место. В связи с этим Роллер оставался на нелегальном положении вплоть до декабря 1944 года, когда был избран членом ЦК Союза русских патриотов. В дальнейшем ЦК сумел приобрести собственный ротатор и возобновил выпуск газеты.

### После войны
После освобождения Франции и победы в войне над нацистами Роллер продолжил свою общественную деятельность, работая в Союзе советских патриотов (он позже был переименован в Союз советских граждан). В 1946 году он принял советское гражданство: на тот момент он работал водителем при советском посольстве. Во время войны он познакомился с Ольгой Коган (1906—1973), деятельницей «Оборонческого движения» в межвоенные годы, участницей антифашистского Сопротивления и движения «Национальный фронт», составленного из группы русских патриотов. Ольга получила советское гражданство в июне 1946 года, благодаря которому могла вернуться в Россию. В декабре того же года Ольга Ильинична и Николай Николаевич в составе группы из 2160 репатриантов вернулись на дизель-электроходе «Россия» в Одессу.
Ольга Ильинична вышла замуж за Николая Николаевича, взяв его фамилию. По возвращении на родину Николай Роллер устроился работать начальником автомобильного и гужевого транспорта в леспромхозе города Боровск Калужской области, а Ольга стала работать там же счетоводом. С конца 1947 года супруги проживали в Москве: Ольга в дальнейшем работала переводчицей в Совинформбюро, а также редактором и переводчиком в ряде журналов («Советская литература», «Советская женщина», «Произведения и мнения», «Культура и жизнь»), в «Литературной газете» и в издательстве «Советский писатель». Николай Николаевич работал электромонтёром в Государственном музыкальном педагогическом институте им. Гнесиных, а позже стал главным администратором концертного зала Гнесинки. На пенсию он вышел в 1962 году.
Николай Иванович Роллер скончался 15 февраля 1973 года в Москве. Ольга Ильинична пережила его почти на полгода и умерла 9 июля 1973 года. Племянница Ольги Ильиничны — Мария Ричардовна Гильберт, бывший конструктор Научно-исследовательского института электротермического оборудования, в прошлом игрок женского московского баскетбольного клуба «Динамо» и сборной Москвы.

## Комментарии
1. ↑  По версии Вячеслава Нечаева, кадетов гардемаринов эвакуировали из Севастополя 30 октября 1920 года на борту линкора «Генерал Алексеев», который ушёл в Стамбул[5].
2. ↑  Вячеслав Нечаев упоминает, что Роллер служил в автополку особого назначения при штабе 5-й армии генерала Модесто[8].
3. ↑  По другим данным, организация была создана в сентябре 1943 года[3].